# Jerry Haatrecht
Jerry George Haatrecht (Paramaribo, 22 september 1960 – nabij Zanderij, 7 juni 1989) was een Nederlands-Surinaamse voetballer. Hij was de enige amateur in de selectie van het Kleurrijk Elftal dat op 7 juni 1989 tijdens de SLM-ramp bij vliegveld Zanderij in Suriname om het leven kwam. Dit kwam doordat hij zijn broer Winnie van SC Heerenveen op het laatste moment verving, die nacompetitie-voetbal moest spelen. 

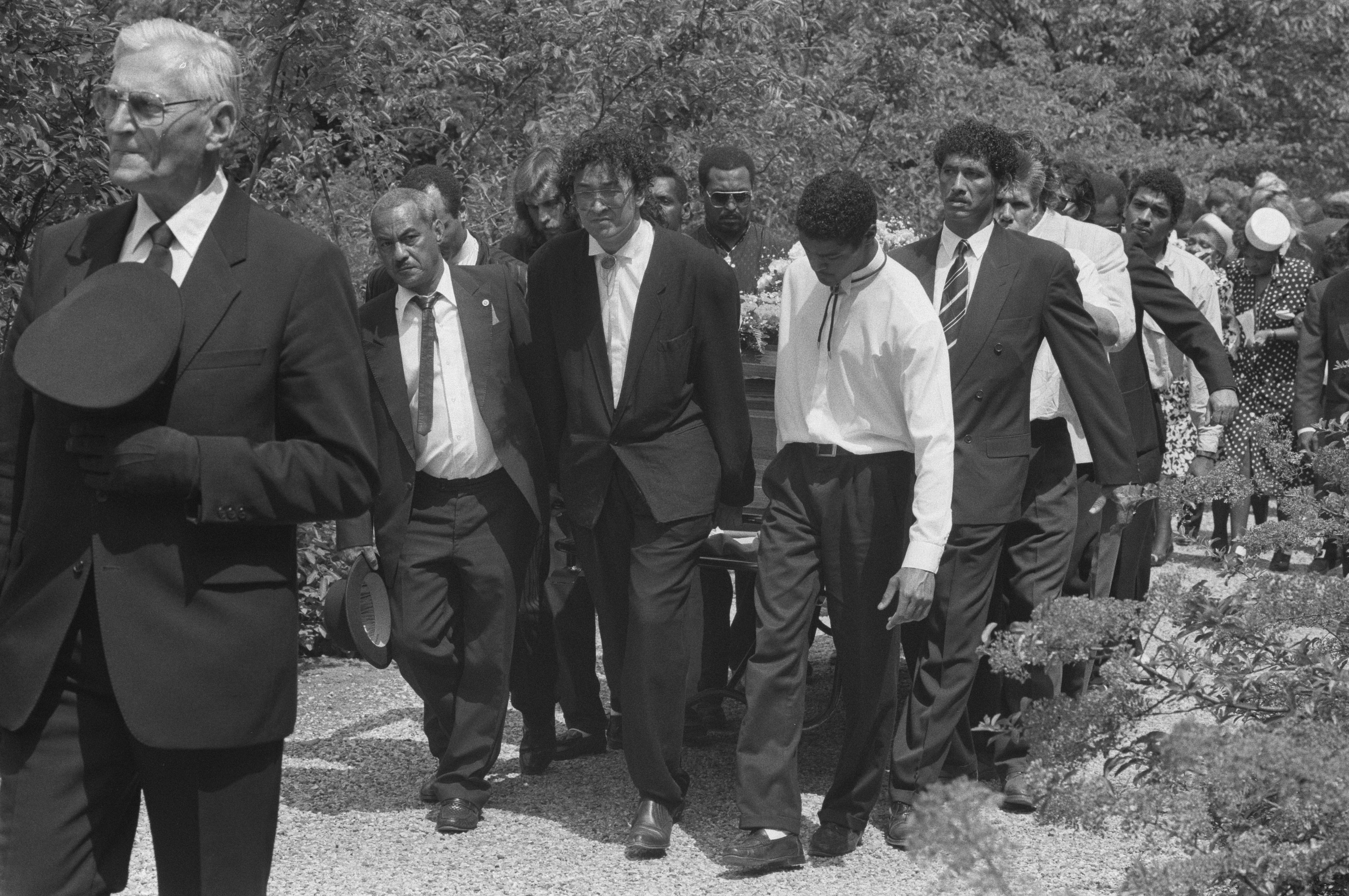
De uitvaart van Jerry Haatrecht op Zorgvlied

Jerry en Winnie Haatrecht kwamen allebei uit de jeugd van Ajax waar ze onderdeel uitmaakten van een uiterst succesvolle lichting voetballers, met onder andere Wim Kieft, Marco van Basten, Frank Rijkaard, Gerald Vanenburg, Sonny Silooy, John van 't Schip, Stanley Menzo en John Bosman. De broertjes Haatrecht leerden voetballen op het Balboaplein samen met boezemvrienden Ruud Gullit en Frank Rijkaard. Hij speelde ook nog bij ASC SDW (1975-1979). Jerry had echter niet de mentaliteit en discipline om in het topvoetbal te kunnen fungeren. Hij heeft wel bij SC Cambuur onder contract gestaan, maar dat werd geen succes. Hij speelde voor een hele reeks amateurclubs en zou in het seizoen 1989/90 voor FC Sloterplas gaan spelen. Jerry Haatrecht werd 28 jaar. Zijn broer Winnie heeft de ramp nooit echt kunnen verwerken en toog na 7 juni 1989 naar een tweededivisieclub in Zwitserland. Jerry Haatrecht werd postuum een bekende voetballer toen Ruud Gullit en Frank Rijkaard hem bij de rouwdienst in de Amsterdamse RAI memoreerden.